# غودبو (كيبك)
غودبو (بالإنجليزية: Godbout, Quebec)‏ هي معلم جغرافي و بلدية محلية في كيبيك تقع في كندا في Manicouagan Regional County Municipality.  يقدر عدد سكانها بـ 298 نسمة ومساحتها 202.40 كم2 .